# Нажак (кантон)
Нажа́к (фр. Najac) — кантон во Франции, находится в регионе Юг — Пиренеи, департамент Аверон. Входит в состав округа Вильфранш-де-Руэрг.
Код INSEE кантона — 1220. Всего в кантон Нажак входят 7 коммун, из них главной коммуной является Нажак.

## Коммуны кантона
| Коммуна             | Население, чел. (2008) | Почтовый индекс | Код INSEE |
| ------------------- | ---------------------- | --------------- | --------- |
| Бор-э-Бар           | 184                    | 12270           | 12029     |
| Ла-Фуйад            | 1 115                  | 12270           | 12105     |
| Люнак               | 450                    | 12270           | 12135     |
| Монтей              | 530                    | 12200           | 12150     |
| Нажак               | 752                    | 12270           | 12167     |
| Санванса            | 634                    | 12200           | 12259     |
| Сент-Андре-де-Нажак | 418                    | 12270           | 12210     |

## Население
Население кантона на 2008 год составляло 4 083 человека.
| 1962  | 1968  | 1975  | 1982  | 1990  | 1999  | 2006  | 2007  | 2008  |
| ----- | ----- | ----- | ----- | ----- | ----- | ----- | ----- | ----- |
| 4 326 | 4 682 | 4 462 | 4 233 | 3 948 | 3 787 | 4 024 | 4 051 | 4 083 |